# Laurent Bonneau
Pour les articles homonymes, voir Bonneau.
Laurent Bonneau, né le 5 octobre 1988 à Bordeaux, est un dessinateur et scénariste de bandes dessinées, également peintre et cinéaste français.

## Biographie
Après avoir suivi une formation artistique dans la section STD2A au lycée François Magendie à Bordeaux, il monte à Paris à 18 ans, où il entreprend pendant deux ans des études de cinéma d'animation.
Parallèlement à ces études, et sur un scénario de son frère Julien Bonneau, il commence la trilogie Metropolitan pour les éditions Dargaud, dont le premier volume sera publié en 2010 et le dernier l'année suivante. En 2008, il entre à l'École nationale supérieure des arts décoratifs de Paris en section « photo-vidéo ». En 2013, sortent, toujours chez Dargaud, les albums Douce pincée de lèvres en ce matin d'été qu'il scénarise lui-même et  Rêves syncopés sur un texte de Mathilde Ramadier. En 2014, il publie avec le scénariste Damien Marie ceux qui me restent dans la collection Grand angle de Bamboo édition. Son recueil d'histoires courtes Nouvelles graphiques d'Afrique est édité par la maison d'édition Des ronds dans l'O en 2015. L'année suivante voit la parution de Narbonne chez Passé Simple, un livre d'illustrations réalisées quotidiennement pendant un an et accompagnées d'une anthologie de textes consacrés à cette ville. 
En 2017, il collabore de nouveau avec Mathilde Ramadier pour l'album Et il foula la terre avec légèreté (Futuropolis), récompensé au festival d'Angoulême par le prix Tournesol  et par le prix de la bande dessinée géographique au festival international de géographie, puis la collection Grand angle de Bamboo accueille On sème la folie qu'il réalise seul en 2018 et Les Brûlures en 2019 qu'il dessine sur un scénario de Zidrou.

## Œuvres
- Metropolitan
  - tome 1 : Borderline, Julien Bonneau (scénario), Laurent Bonneau (dessin et couleurs), Dargaud, 2010
  - tome 2 : Cocaïne, Julien Bonneau (scénario), Laurent Bonneau (dessin et couleurs), Dargaud, 2010
  - tome 3 : Cendres, Julien Bonneau (scénario), Laurent Bonneau (dessin et couleurs), Dargaud, 2011
- Douce pincée de lèvres en ce matin d'été, Laurent Bonneau (scénario, dessin et couleurs), Dargaud, 2013
- Rêves syncopés, Mathilde Ramadier (scénario), Laurent Bonneau (dessin et couleurs), Dargaud, 2013
- ceux qui me restent, Damien Marie (scénario), Laurent Bonneau (dessin et couleurs), Grand angle, Bamboo édition, 2014
- Nouvelles graphiques d'Afrique, Laurent Bonneau (scénario, dessin et couleurs), Des ronds dans l'O, 2015
- Narbonne, Laurent Bonneau (illustrations), Passé Simple, 2016
- Et il foula la terre avec légèreté, Mathilde Ramadier (scénario), Laurent Bonneau (dessin et couleurs), Futuropolis, 2017
- Bruxelles,  Marie Demunter (photos), Laurent Bonneau (illustrations), Des ronds dans l'O, 2018
- On sème la folie, Laurent Bonneau (scénario, dessin et couleurs), Grand angle, Bamboo édition, 2018
- Les Brûlures, Zidrou (scénario), Laurent Bonneau (dessin et couleurs), Grand angle, Bamboo édition, 2019
- Matrices, Laurent Bonneau (gravures), LAUMA Editions, 2019
- Corps, Laurent Bonneau (illustrations), LAUMA Editions, 2020
- Confinement dans les Alberes, Laurent Bonneau (illustrations), LAUMA Editions, 2020
- Lyon, Une rencontre,  Marie Demunter (photos), Laurent Bonneau (illustrations), Editions Libel, 2020

## Prix
- 2011 - Prix du meilleur dessin au Festival BD de Moulins pour "Metropolitan - tome 1"
- 2015: 
  - Prix du meilleur album Hors les Murs pour "Ceux qui me restent"
  - Prix de la meilleure jeune création au Salon BD de Montargis pour "Ceux qui me restent"
  - Prix du Bronze Manga Award pour "Rêves syncopés"
- 2017 : Prix de la BD Géographique au FIG pour "Et il foula la terre avec legerete"
- 2018 : 
  - Prix Tournesol de la BD écologique au Festival d’Angoulême pour "Et il foula la terre avec legerete"
  - Prix du Club de la Presse au RDV du Carnet de voyages de Clermont-Ferrand pour "Bruxelles"
- 2019 :
  - Prix de la BD au Salon du livre de Villeneuve-sur-Lot pour "Les Brulures"
  - Prix de la BD One-shot au Salon du Polar de Cognac pour "Les Brulures"